# Taraxacum pulcherrimum
Taraxacum pulcherrimum — вид квіткових рослин з родини айстрових (Asteraceae). Вид зростає в Європі: Естонія, Данія, Фінляндія, Німеччина, північноєвропейська Росія, Польща; це багаторічна рослина помірних біомів.